# 大阪市立佃小学校
大阪市立佃小学校（おおさかしりつ つくだ しょうがっこう）は、大阪府大阪市西淀川区佃にある公立小学校。
明治時代初期に当時の西成郡佃村（1889年町村制により千船村。1922年町制を施行して千船町）に設置された小学校を起源とする。

## 沿革
明治時代初期の学制により、1874年2月5日西成郡第五区第八番小学校として当時の西成郡佃村に開校した。当初は正行寺（現在の西淀川区佃1丁目3番地）を仮校舎とした。
1878年9月には佃村104番地（現在の佃1丁目5番地付近）に新校舎が竣工し、移転している。新校舎の基礎石は、佃川（現在は埋め立てられている）の船着場まで船で運ばれ、近隣住民が協力し現場まで運んだと言い伝えられている。
その後学校制度の変遷により数度の校名改称を経て、明治時代中期には西成郡佃尋常小学校となった。1919年には現在地に移転している。
千船町は1925年に大阪市に編入され、これに伴い大阪市佃尋常小学校へと改称している。1934年の室戸台風では地域一帯に甚大な被害を受け、佃小学校でも校舎が大破する被害を受けている。
国民学校令により、1941年には大阪市佃国民学校へと改称した。
太平洋戦争の戦局悪化により、1944年以降大阪市内の国民学校児童は学童疎開を実施することになった。各行政区ごとに疎開先府県が割り当てられ、西淀川区の国民学校は香川県と徳島県が疎開先となった。佃国民学校では3年生以上が香川県大川郡誉水村・白鳥本町・引田町（いずれも現在の東かがわ市）へと疎開することになった。児童らは現地の宿舎で生活し、誉水国民学校（現在の東かがわ市立誉水小学校）・白鳥本町国民学校（現在の東かがわ市立本町小学校）・引田国民学校（現在の東かがわ市立引田小学校）を間借りして学習した。
1945年には学校に残っていた低学年児童も追加疎開の対象者となった。瀬戸内海はすでに米軍の機雷が敷設されるなどしていたため海を渡るのは危険として四国方面へは疎開できず、書類上西区の学校に児童と引率教員を転籍させた上で、西区の学校の疎開先に指定された島根県へ疎開させている。
1945年6月26日の第五次大阪大空襲では校舎半焼の被害を受け、校舎は使用不可能となった。被災した校舎は1947年12月に復旧している。
1947年には学制改革により、大阪市立佃小学校となった。
1965年には東京都中央区立佃島小学校(現・中央区立佃島小学校)との交流が開始された。
学校所在地の佃地域はかつては農村・漁村だったが、昭和時代初期（1930年代）になると重工業地帯へと変化している。一方で1970年代以降工場が撤退し、跡地に住宅開発が進められた。住宅開発に伴って地域の人口が増加し、1970年代には佃小学校の児童も増加して学校が過密化するようになった。
学校過密化を解消するため、1977年には分校を設置した。分校は当時、3年・4年児童を収容する学年分校とした。分校は2年後の1979年4月1日付で大阪市立佃西小学校として独立開校している。
1995年1月17日の阪神・淡路大震災では校舎亀裂などの被害を受けた。また校区でも家屋の全半壊や液状化現象などの被害が発生し、震災発生直後には避難住民を受け入れている。被災した校舎は1999年に復旧している。

### 年表
- 1874年2月5日 - 佃村に西成郡第五区第八番小学校として設立。
- 1878年9月 - 西成郡佃104番地（現在の佃1丁目5番地付近）に新校舎竣工、移転。
- 1879年 - 西成郡佃小学校に改称。
- 1881年11月 - 西成区役所部内第6学区佃小学校に改称。
- 1888年10月 - 村立佃尋常小学校に改称。
- 1890年4月 - 村立簡易小学校に改称。
- 1893年4月 - 佃尋常小学校に改称。
- 1919年 - 佃1丁目21番地に移転。
- 1925年 - 大阪市への編入により、大阪市佃尋常小学校に改称。
- 1925年6月 - 敷地内に大阪市立千船幼稚園を併設。
- 1934年 - 室戸台風で校舎全壊。
- 1937年 - バラック校舎完成（1丁目23番地付近?）、分教場と呼ばれていた。
- 1941年 - 国民学校令により大阪市佃国民学校に改称。
- 1944年 - 香川県に集団疎開。
- 1945年 - 空襲により校舎が使用不可能となる。併設の千船幼稚園の園舎焼失（1946年廃園）。
- 1947年4月 - 学制改革により大阪市立佃小学校に改称。
- 1947年12月 - 校舎復旧、新校舎建設。
- 1965年12月 - 東京都中央区立佃島小学校(現・中央区立佃島小学校)との第1回交歓会開催。
- 1977年 - 児童数増加により分校を設置。3年・4年を収容する学年分校とする。
- 1979年4月1日 - 分校が大阪市立佃西小学校として独立開校。
- 1995年 - 阪神・淡路大震災による液状化現象で老朽校舎に被害。
- 1999年 - 新校舎完成。

## 姉妹校
江戸時代に、学校所在地の佃から江戸の佃島（現在の東京都中央区佃）に漁夫33人が移住した歴史があることから、東京都中央区佃にある中央区立佃島小学校(交流開始当時は東京都中央区立佃島小学校)とは姉妹校として交流している。なお、交流に際しては、大阪市立佃小学校を「大阪佃小学校」、中央区立佃島小学校を「東京佃島小学校」と呼称している。
1964年（昭和39年）夏に本校の教員が偶然東京佃島小学校に訪問し、翌年の1965年（昭和40年）4月に本校のPTA副会長と児童4名が東京佃島小学校を参観し、このことが交流のきっかけとなった。
同年10月12日、「由緒ある大阪市立佃小学校との交流を図りたい」として東京佃島小学校PTA会長と話し合いを続けていた東京佃島小学校の学校長が、PTA会長・PTA参与とともに本校を訪問して、両校間に姉妹校の関係が結ばれるに至った。この訪問が、現在まで続く交歓会の第1回とされる。
両校は、毎年交歓会を実施している。2018年（平成30年）までは、1年交代で一方の学校の児童代表及び教職員代表がもう一方の学校を訪問し、交歓会を実施していた。2019年（令和元年）からは、本校の所在地である大阪府大阪市西淀川区と「教育・人づくり分野」で連携協定を結ぶリコージャパンの協力により、オンラインのテレビ会議システムによる中継で両校を繋ぎ、全校児童が参加して実施されている。それまでは、会場ではない学校の児童は訪問した児童しか参加できなかったが、最先端のICTを用いることによって、両校の全校児童が参加できるようになった。
東京佃島小学校の周辺にある住吉神社は、本校の周辺にある田蓑神社の神主が江戸佃島に移住した際に分霊して創建したものであるが、田蓑神社内に設置されている「佃漁民ゆかりの地」の石碑の案内板には、本校と東京佃島小学校が姉妹校として交流している旨が記されている。
なお、大阪市立佃中学校と中央区立佃中学校は姉妹校ではない。

## 通学区域
- 大阪府大阪市西淀川区佃1丁目（全域）、佃2丁目1番-14番・15番（1～18号、103～106号、佃コーポを除く）

卒業生は大阪市立佃中学校に進学する。

## 交通
- 阪神本線 千船駅から北へ約800m。
- 大阪シティバス・阪神バス 佃バス停。